# Пијета
Пијета (итал. pieta побожност, смјерност, милосрђе од лат. pietas осјећање дужности, побожност); у ликовној умјетности композиција која приказује Богородицу и мртвог Исуса скинутог са крста у њеним рукама .

## У умјетности
Мотив пијете, Богородица са мртвим сином Исусом у наручју, се јавља у ликовној умјетности послије XIV вијека, прво у вајарству, у њемачкој готици (дрвене и камене скулптуре), а од XV вијека и у сликарству , прво у илуминацији, а затим као олтарска слика. Богородица, понекад сама, понекад окружена апостолом Јованом и трима Маријама, на рукама или кољенима држи и оплакује тијело свога мртвог сина Исуса скинутог са крста. Карактеристичне су двије рано настале пијете то су: у сликарству „ Авињонска пијета“ (XV) и у вајарству Микеланђелова пијета у базилици Светог Петра у Риму (1497-1500).